# Heses
Heses – dźwięk, którego częstotliwość dla heses¹ wynosi 440 Hz. Jest to obniżony za pomocą podwójnego bemola dźwięk h. Dźwięki enharmonicznie równoważne to: gisis i a. 